# Gerhard Schricker
Gerhard Schricker (* 25. Juni 1935 in Nürnberg; † 6. April 2021 in Waging am See) war ein deutscher Rechtswissenschaftler. Er war Professor der Ludwig-Maximilians-Universität München und wissenschaftliches Mitglied der Max-Planck-Gesellschaft. Sein Forschungsschwerpunkt lag im Bürgerlichen Recht, dem Handelsrecht, dem gewerblichen Rechtsschutz und dem Urheberrecht sowie der Privatrechtsvergleichung.

## Leben
Schricker wurde 1935 in Nürnberg geboren. Er wurde von der Stiftung Maximilianeum gefördert und studierte ab 1954 an der LMU München, der Universität Salamanca und der Universität Pavia. 1959 schloss er mit dem ersten Staatsexamen (sehr gut) ab. Ab 1960 war er wissenschaftlicher Mitarbeiter an der LMU München, wo er 1961 bei Eugen Ulmer promoviert wurde. 1964 absolvierte er das zweite Staatsexamen mit sehr gut. Ab 1966 war Schricker Referent am Max-Planck-Institut für ausländisches und internationales Patent-, Urheber- und Wettbewerbsrecht München. 1969 habilitierte er sich wiederum bei Eugen Ulmer.
1971 wurde er wissenschaftliches Mitglied der Max-Planck-Gesellschaft und Mitdirektor des Max-Planck-Institutes für ausländisches und internationales Patent-, Urheber- und Wettbewerbsrecht in München. Ab 1973 war er Ordinarius an der Universität München. Von 1991 bis 2001 war er geschäftsführender Direktor des Max-Planck-Instituts für Patentrecht. Im Jahr 2000 wurde er entpflichtet. Er betreute sechs Habilitationen, darunter Ansgar Ohly, Thomas Dreier, Horst-Peter Götting, Maximilian Haedicke, Michael Lehmann und mehr als 160 Promotionen, darunter Annette Kur.
Sein Kommentar zum Urheberrecht (ab 1987, "der Schricker") gilt als Standardwerk.
Von 1982 bis 2004 leitete er den Fachausschuss Urheber- und Verlagsrecht der Deutsche Vereinigung für gewerblichen Rechtsschutz und Urheberrecht und war langjähriger (Mit-)Herausgeber der Zeitschrift  Gewerblicher Rechtsschutz und Urheberrecht, Internationaler Teil (GRUR Int.).

## Veröffentlichungen
- Die täuschende Werbung im italienischen Wettbewerbsrecht (1962, Dissertation)
- Gesetzesverletzung und Sittenverstoß (1970, Habilitationsschrift)
- Der Selbstbedienungsgroßhandel (1976, 2. Aufl. 1987, mit Michael Lehmann)
- Europäische Patentübereinkommen (1984 ff, herausgegeben von Beier/Haertel/Schricker)
- Verlagsrecht (1984 2. Aufl., bearb. v. Theodor Maunz und Gerhard Schricker)
- Verlagsrecht (3. Auflage 2001, Kommentar)
- Urheberrecht (1987, 2. Auflage 1999, 3. Auflage 2006, 4. Auflage 2010, Kommentar), 6. Auflage 2020
- Das Recht des unlauteren Wettbewerbs in den Mitgliedstaaten der EWG – Portugal (Herausgegeben von Friedrich-Karl Beier/Gerhard Schricker/Joseph Straus 2005)
- Gemeinschaftsmarke und Recht der EU-Mitgliedstaaten (Herausgegeben von Gerhard Schricker Gerhard/Eva-Marina Bastian/Roland Knaak 2006)

## Ehrungen und Auszeichnungen
- 2001 Mitglied der Academia Europaea[3]
- Ehrendoktorwürde Dr. h. c. Université Libre de Bruxelles
- Ehrendoktorwürde Dr. h. c. Universität Stockholm
- Ehrendoktorwürde Dr. h. c. Seoul National University
- Verdienstorden der Bundesrepublik Deutschland (Großes Verdienstkreuz; 2001)

- Urhebervertragsrecht. Herausgegeben von Karl Beier/Horst-Peter Götting/Michael Lehmann/Rainer Moufang (Festgabe 1995)
- Joseph Straus: Das Max-Planck-Institut für ausländisches und internationales Patent-, Urheber- und Wettbewerbsrecht im Spiegel seiner Veröffentlichungen 2003
- Perspektiven des geistigen Eigentums und Wettbewerbsrechts. Herausgegeben von Ansgar Ohly/Thomas Dreier/Horst-Peter Götting/Maximilian Haedicke/Michael Lehmann (Festschrift 2005).